# Quartet de corda núm. 1 (Janáček)
El Quartet de corda núm. 1, JW VII/8, inspirat en Sonata a Kreutzer -títol que després se li va donar- de Tolstoi, és un quartet de corda compost per Leoš Janáček en molt poc temps, entre el 13 i el 28 d'octubre de 1923, en un moment de gran concentració creativa. Va ser estrenat el 17 d'octubre de 1924 pel Quartet Txec, a qui estava dedicat, en un concert de la Spolek pro moderní hudbu (Societat de Música Contemporània) al Mozarteum de Praga. L'obra va ser revisada pel compositor en l'autògraf del 30 d'octubre al 7 de novembre de 1923. Una partitura de butxaca de l'obra va ser publicada l'abril de 1925 per Hudební matice.

## Moviments
Amb una durada de 17 minuts, consta de quatre moviments:
1. Adagio - Con moto
2. Con moto
3. Con moto - Vivo - Andante
4. Con moto - (Adagio) - Più mosso

## Origen i context
Leoš Janáček, de seixanta-nou anys, finalment havia començat a assolir un renom mundial després de l'estrena a tot el món de Jenůfa. El Quartet txec li va demanar un quartet. Janáček ho va fer en l'increïblement curt espai de nou dies, inspirant-se en la novel·la de Lev Tolstoi Sonata a Kreutzer del 1891. La novel·la es va inspirar al seu torn en la Sonata per a violí núm. 9 de Beethoven, coneguda com la "Sonata Kreutzer" pel nom de qui anava dedicada, Rodolphe Kreutzer.
Janáček ja havia utilitzat la novel·la de Tolstoi el 1908–1909, quan el va inspirar a compondre un Trio per a piano en tres moviments, avui perdut. Els fragments supervivents del Trio suggereixen que era bastant similar al quartet supervivent, i s'han realitzat reconstruccions com a trio de piano. La seva relació amb el quartet posterior només se sap pel comentari del mateix Janáček que el quartet va sorgir d'algunes idees del trio. El violinista Pavel Dědeček, que va tocar en la primera interpretació del trio de piano original, també va assegurar que algunes idees del trio van servir d’inspiració per al quartet.

## Estructura i estil
"M'imaginava una dona pobra, turmentada i atropellada, com la que descriu l'escriptor rus Tolstoi a la seva Sonata a Kreutzer", confiava Janáček en una de les seves cartes a la seva jove amiga Kamila Stösslová. A la música del quartet es representa un drama psicològic que conté moments de conflicte, així com esclats emocionals, treballs apassionats corrents cap a la catarsi i el clímax final.
La idea temàtica central de tota l'obra és molt semblant al tema de la simfonia Danubi del compositor (1923–25). Utilitzant un principi de muntatge temàtic, el quartet gairebé abandona els camps de l'harmonia tradicional, l'homofonia i el contrapunt i, en canvi, s'allibera amb els variats factors sonors típics de Janáček, incloses les seves característiques inflexions modals.

## Arranjaments
1. Arranjament apte per a: dos violins, viola i violoncel
  - arranjament per a: banda sonora de la pel·lícula Le Paltoquet
  - arranjament de: Quentin Damamme
  - interpretat per: Viotti Quartet
2. Arranjament apte per a: dos violins, viola i violoncel
  - arranjament per a: orquestra de corda
  - arranjament de: Richard Tognetti
  - interpretat per: Australian Chamber Orchestra, dtor. Richard Tognetti
3. Arranjament apte per a: dos violins, viola i violoncel
  - arranjament per a: orquestra de corda
  - arranjament a càrrec de: Mario Brunello
  - interpretat per: Orchestra d'Archi Italiana, dtor. Mario Brunello
4. Arranjament apte per a: dos violins, viola i violoncel
  - arranjament per a: trio de piano
  - arranjament de: Michal Hájků, (pseudònim de Jarmil Burghauser)
  - interpretat per: Abegg Trio
5. Arranjament apte per a: dos violins, viola i violoncel
  - arranjament per a:
  - arranjament de: Till Alexander Körber
  - interpretat per: Merlin Ensemble
6. Arranjament apte per a: dos violins, viola i violoncel
  - arranjament per a: trio de piano
  - arranjament de: Stephen Coxe
  - interpretat per: Weilerstein Trio